# Man-Killer
Man-Killer es un nombre utilizado por dos supervillanos que aparecen en los cómics estadounidenses publicados por Marvel Comics. La segunda versión de Katrina Luisa Van Horn ha sido vista por los críticos como una "caricatura de las feministas que despreciaban a todos los hombres".

## Historial de publicaciones
La primera versión de Man-Killer apareció por primera vez en Capitán América #111 (diciembre de 1968) y fue creada por Stan Lee y Jim Steranko.
Man-Killer apareció por primera vez en Marvel Team-Up volumen 1 # 8 (abril de 1973) por Gerry Conway y Jim Mooney.El personaje apareció posteriormente en Daredevil vol. 1 # 121 (mayo de 1975), 123 (julio de 1975), Iron Man vol. 1 # 126-127 (septiembre – octubre de 1979), y Marvel Team-Up vol. 1 # 107 (julio de 1981), donde aparentemente murió. El personaje apareció varios años después en Web of Spider-Man Annual # 3 (1987), e hizo varias apariciones en Thunderbolts vol. 1, incluidos los números 3 (junio de 1997), 18-20 (agosto-noviembre de 1998), 23-25 (febrero-abril de 1999), 27 (junio de 1999), 30 (septiembre de 1999), 34-35 (enero-febrero de 2000), 39-42 (junio-septiembre de 2000), y en la fecha límite # 2 (julio de 2002). Después de unirse a los Thunderbolts y tomar el nombre de Amazona, ella apareció en Thunderbolts vol. 1 # 64-65 (julio-agosto de 2002), 67 (septiembre de 2002), 69 (octubre de 2002), 71 (noviembre de 2002) Marvel Universe: The End # 5-6 (julio-agosto de 2003), Thunderbolts vol. 1 # 73-75 (diciembre de 2002-febrero de 2003), 80-81 (agosto-septiembre de 2003), New Thunderbolts # 18 (abril de 2006) y Thunderbolts vol. 2 # 100 (mayo de 2006). Man-Killer recibió una entrada en el Manual Oficial del Universo Marvel AZ 2006 # 7.

## Biografía del personaje ficticio

### Robot
Mankiller era un robot asesino enviado por Madame Hydra para matar al Capitán América, pero el robot es derrotado y destruido.

### Katrina Luisa Van Horn
Katrina Luisa Van Horn  era una esquiadora olímpica y es una feminista militante. Después de entablar una discusión con el esquiador de anti-liberación de la mujer, Karl Lubbings, los dos llevaron su desacuerdo a las pistas. Katrina era una esquiadora de nivel olímpico, pero Lubbings la interrumpió y ambos esquiadores se lanzaron de la montaña. Katrina resultó gravemente herida y desfigurada. Ella estaba equipada con un exoesqueleto motorizado y tomó el nombre de Man-Killer (ya no usa el exoesqueleto, por lo que es probable que su fuerza haya mejorado de alguna manera). Ha trabajado como freelance y como agente de HYDRA.
Man-Killer ha sido miembro de los Maestros del Mal bajo Crimson Cowl.
Como Amazona, fue brevemente miembro de los Thunderbolts bajo Ojo de Halcón.
Ella había peleado con Spider-Man en algunas ocasiones.
Durante un altercado con los Thunderbolts, Katrina le dijo a Songbird que prefería no pelear con ella, ya que no tenía problemas con las mujeres, solo con los hombres (Songbird la atacó de todos modos). Algún tiempo después, sin embargo, Erik Josten (Atlas de los Thunderbolts) descubrió a Katrina trabajando como camarera en el hogar adoptivo de su equipo de Burton Canyon, Colorado. Cuando Josten se convirtió en un habitual en el bar, Katrina fue amable con él, pretendiendo no reconocerlo como Atlas. Cualquiera que sea la animosidad que Katrina pueda tener o no con los hombres, ella ha demostrado ser capaz de trabajar junto a ellos con un mínimo de conflictos de personalidad.
Se considera que Man-Killer está entre los nuevos reclutas para Camp H.A.M.M.E.R.
Man-Killer aparece más tarde como parte de la tercera encarnación de los Maestros del Mal de Barón Helmut Zemo donde atacaron la encarnación  del Soldado del Invierno de los Thunderbolts. Durante la parte del "Salvo de apertura" de la historia del Imperio Secreto, Man-Killer estuvo involucrada en la próxima pelea de los Maestros del Mal con los Thunderbolts que termina en su aparente muerte a manos de Kobik.

## Poderes y habilidades
Katrina Luisa Van Horn recibió implantes robóticos que reemplazan y/o combinan con huesos y nervios, lo que le otorga poderes sobrehumanos, buenas habilidades atléticas y la capacidad de lanzar cuchillos a una distancia de cientos de metros. También le dieron partículas Pym para que crecieran en fuerza proporcionalmente al tamaño.

## En otros medios
- La versión Robot de Man-Killer aparece en el episodio de Avengers Assemble, "Resolución de Año Nuevo". Esta versión es el asesino robótico que viaja en el tiempo de Kang el Conquistador. Dos se hacen pasar por agentes de Hydra para eliminar a Howard Stark, pero el primero es destruido por Peggy Carter y el segundo los envió al futuro antes de fusionarse con la Legión de Hierro solo para ser destruido por su objetivo previsto.[16]